# Martina Löw
Martina Löw, née le 9 janvier 1965 à Wurtzbourg, est professeure de sociologie de l’architecture et de l’aménagement urbain à la Technische Universität Berlin (TU), directrice du Centre collaboratif de recherche 1265 « Refiguration des espaces » à Berlin et ancienne présidente de l'association allemande de sociologie.

## Domaines de recherche
Martina Löw publie en 2001 Raumsoziologie (Sociologie de l’espace). Dans ce livre, aujourd’hui traduit dans de très nombreuses langues, Löw explique comment les espaces sont constitués socialement et structurent à long terme notre vie quotidienne. Löw comprend l’espace comme un dispositif relationnel de biens sociaux et de personnes, qui résulte de l’opération de synthèse et du placement (spacing) de ces éléments. Ce type de concept d’espace processuel s’oppose à l’idée jusque-là dominante dans la sociologie selon laquelle l’espace pourrait être compris comme l’arrière-plan immuable des processus sociaux. 
Dans le domaine des études urbaines (Stadtforschung), Martina Löw est connue pour avoir développé une approche de recherche qui analyse les logiques intrinsèques de la ville. Le concept de logique intrinsèque d’une ville désigne un ensemble complexe de connaissances et de formes d’expression, structurellement entrelacées entre elles, qui sont basées sur des formes d’actions régulées, routinisées et consolidées par des ressources et qui amènent à une cristallisation des villes en « provinces de sens » (Sinnprovinzen) ou en réalités multiples. 
De 2008 jusqu’à 2013, Löw est directrice du projet « La logique intrinsèque des villes », financé par le Ministère de l’économie et des arts de la Hesse dans le cadre du programme de financement de recherche LOEWE (l’offensive du Land pour le développement de l’excellence scientifique et économique), un projet de coopération entre la Technische Universität Darmstadt et la Hochschule Darmstadt. Ce groupement de recherche s’est attaché à l’analyse des structures fondamentales de nombreuses villes, en utilisant la comparaison comme méthode centrale, afin de déterminer les relations et ressemblances entre elles. 
L’approche de logique intrinsèque d’une ville diffère résolument d’autres perspectives en études urbaines qui généralement appréhendent la ville comme une grandeur donnée qui n’a plus à être analysée. La recherche sur la logique intrinsèque des villes fait au contraire de la ville elle-même l’objet de l’étude. 
Depuis 2018, Martina Löw est la directrice du Centre Collaboratif de Recherche (CCR) 1265 « Ré-Figuration des espaces » financé par l’Agence nationale de la recherche allemande (Deutsche Forschungsgemeinschaft). Ses recherches se concentrent actuellement sur le nouvel agencement radical et global des espaces au cours des dernières décennies, dont elle déduit la théorie de la « réfiguration ». Une thèse centrale de l’auteure est que, parallèlement à la figure spatiale de l’espace territorial, d’autres figures spatiales induisent nos actions. Cette pluralisation de figures spatiales, fréquemment en conflit les unes avec les autres, a des conséquences majeures sur le vivre ensemble en société et conduit souvent chez les individus à un sentiment de saturation.  Dans le cadre du  CCR 1265, Martina Löw conduit actuellement avec Jörg Stollmann un projet de recherche intitulé « Smart People: Queere Alltagshandlungen in digitalisierten Lebensräumen » (Actions quotidiennes queer dans les espaces de vie numérisés). 